# Rhenium(IV)-sulfid
Rhenium(IV)-sulfid, auch als Rheniumdisulfid bekannt, ist eine anorganische chemische Verbindung des Rheniums aus der Gruppe der Sulfide mit der chemischen Zusammensetzung ReS2.

## Vorkommen
In der Natur kommt Rhenium(IV)-sulfid in Form des Minerals Rheniit vor.

## Gewinnung und Darstellung
Rhenium(IV)-sulfid kann durch Reaktion von Rhenium mit Schwefel bei etwa 1000 °C dargestellt werden.
{\displaystyle \mathrm {Re+2\ S\longrightarrow ReS_{2}} }
Es kann auch durch thermische Zersetzung von Rhenium(VII)-sulfid bei 1100 °C gewonnen werden.
{\displaystyle \mathrm {Re_{2}S_{7}\longrightarrow 2\ ReS_{2}+3\ S} }
Die in Lösung gebildete kolloidale Form hat eine andere Zusammensetzung.

## Eigenschaften
Rhenium(IV)-sulfid ist ein schwarzer geruchloser Feststoff, der unlöslich in Wasser ist und das stabilste Rheniumsulfid. Er ist beständig gegen Salzsäure, Laugen und Alkalisulfid, wird durch Hypochlorige Säure, Salpetersäure usw. zu ReO4− oxidiert. Er reagiert bei 1000 °C mit Quarz, reagiert auch bei Erhitzung nicht mit Schwefel. Er zerfällt bei Temperaturen über 700 °C im Vakuum in Rhenium und Schwefel und wird durch Wasserstoff bei erhöhter Temperatur zu Rhenium reduziert. Die Verbindung ist ein diamagnetische Halbleiter und besitzt eine trikline Kristallstruktur mit der Raumgruppe P1 (Raumgruppen-Nr. 2) und den Gitterparametern a = 645,5 pm, b = 636,2 pm, c = 640,1 pm, α = 105,04°, β = 91,60° und γ = 118,97°, die einer verzerrten Cadmium(II)-chlorid-Schichtstruktur entspricht und isotyp zu der von Rheniumdiselenid ist.